# Kwestia popiersia Goszczyńskiego
Kwestia popiersia Goszczyńskiego – uwagi Cypriana Kamila Norwida na temat popiersia Goszczyńskiego z 1869.

## O tekście
Tekst stanowi echo ożywionej dyskusji, jaka miała miejsce 14 lutego 1869 w paryskim saloniku Zofii Wegierskiej, bezpośrednio po wyjściu Goszczyńskiego pomiędzy Norwidem a rzeźbiarzem Marcelim Guyskim, malarzem Tytusem Maleszewskim i kompozytorem Władysławem Żeleńskim. Po wyjściu Goszczyńskiego, Węgierska wyraziła żal, że dotąd nie ma jego popiersia, żeby rysy jego mogły przejść do potomności. Na co Norwid zaczął wyjaśniać dlaczego tak się dzieje. Jak to ujęła następnego dnia w liściku do Goszczyńskiego Węgierska, trafnie stwierdził, że naród występny, który zszedł z prawej drogi, nie śmie patrzyć w oczy swoim prorokom i pogromcom. Następnego dnia Norwid przesłał gospodyni saloniku swe myśli na kartce, a ta przekazała arkusik Goszczyńskiemu. Kolejnym echem tej dyskusji jest wiersz Norwida W pracowni Guyskiego.
Tekst opublikował Tadeusz Makowiecki w czwartym zeszycie Pamiętnika Warszawskiego z 1929 pod tytułem Retrospekcje.

## Treść
Rzeźba, nawet mała, jest publicznym wyrazem uznania. Społeczeństwo musi jednak chcieć tę potrzebę wyrazić. Tymczasem wszyscy poeci polscy nie byli w stanie się utrzymać ze swoich dzieł, żyli z żołdu francuskiego, a wcześniej rosyjskiego, rządu. Istnieje w człowieku potrzeba, by nie patrzeć w czyjąś twarz. Jest ona charakterystyczna dla społeczeństwa polskiego, a jeśli czyniono w nim czasem przeciw niej, to dlatego, że tak inne narody czynią. Dlatego trzeba poczekać aż przeminą dwa lub trzy pokolenia i odnowi się społeczne sumienie. Za czasów Mojżesza zakrywano sobie płaszczem oczy, by nie patrzeć na blask jego oblicza. Tak to społeczeństwa czasem mają potrzebę patrzenia na swe plastyczne oblicze, a czasem nie mają.